# Ultra premium direct
 (août 2025).
La mise en forme du texte ne suit pas les recommandations de Wikipédia : il faut le « wikifier ».
Les points d'amélioration suivants sont les cas les plus fréquents :
- Les titres sont pré-formatés par le logiciel. Ils ne sont ni en capitales, ni en gras.
- Le texte ne doit pas être écrit en capitales (les noms de famille non plus), ni en gras, ni en italique, ni en « petit »…
- Le gras n'est utilisé que pour surligner le titre de l'article dans l'introduction, une seule fois.
- L'italique est rarement utilisé : mots en langue étrangère, titres d'œuvres, noms de bateaux, etc.
- Les citations ne sont pas en italique mais en corps de texte normal. Elles sont entourées par des guillemets français : « et ».
- Les listes à puces sont à éviter, des paragraphes rédigés étant largement préférés. Les tableaux sont à réserver à la présentation de données structurées (résultats, etc.).
- Les appels de note de bas de page (petits chiffres en exposant, introduits par l'outil «  Source ») sont à placer entre la fin de phrase et le point final[comme ça].
- Les liens internes (vers d'autres articles de Wikipédia) sont à choisir avec parcimonie. Créez des liens vers des articles approfondissant le sujet. Les termes génériques sans rapport avec le sujet sont à éviter, ainsi que les répétitions de liens vers un même terme.
- Les liens externes sont à placer uniquement dans une section « Liens externes », à la fin de l'article. Ces liens sont à choisir avec parcimonie suivant les règles définies. Si un lien sert de source à l'article, son insertion dans le texte est à faire par les notes de bas de page.
- La présentation des références doit suivre les conventions bibliographiques. Il est recommandé d'utiliser les modèles {{Ouvrage}}, {{Chapitre}}, {{Article}}, {{Lien web}} et/ou {{Bibliographie}}. Le mode d'édition visuel peut mettre en forme automatiquement les références.
- Insérer une infobox (cadre d'informations à droite) n'est pas obligatoire pour parachever la mise en page.

Pour une aide détaillée, merci de consulter Aide:Wikification.
Si vous pensez que ces points ont été résolus, vous pouvez retirer ce bandeau et améliorer la mise en forme d'un autre article.
 (juillet 2025).
Ultra Premium Direct est la marque utilisée par l'entreprise Natura Plus Ultra Pet Food, fondée en 2013 et spécialiste français de la vente d'aliments pour chiens et chats enrichis en protéines et réduits en céréales,. La marque est vendue d'abord exclusivement par internet, puis en magasins physiques à partir de 2021. 

## Présentation
L'entreprise est basée à l'Agropole d’Agen, une technopole à mission spécialisée en agroalimentaire. Son modèle économique était basé sur la commercialisation en ligne (DNVB) de croquettes haut de gamme, à prix usine, sans intermédiaires,, pour évoluer vers une distribution à partir de points physiques. Elle dispose depuis 2021 de points de vente physiques dans plusieurs villes dans le Sud Ouest de la France (Toulouse, Pau, Montauban, etc.).
L’entreprise compte plus d’une vingtaine de boutiques en France.

## Histoire
En 2013, Natura Plus Ultra Pet Food, qui possède la marque Ultra Premium Direct, est fondée par Matthieu Wincker et Sophie Wincker, qui investissent 700 000 euros dans une première usine près d'Agen, qui vend directement aux consommateurs, par le biais d'internet. En une année, l'usine cesse d'être déficitaire, atteignant donc le seuil de rentabilité. Soutenu par des banques et des collectivités, Natura Plus Ultra Pet Food ouvre alors une deuxième usine sur l'Agropole d'Agen. Matthieu Wincker possède, en 2017, 75% de l'entreprise,,.
En 2021,  alors que 70 000 personnes sont abonnées au site internet d'Ultra Premium Direct, et que l'entreprise a 200 000 clients réguliers, elle est rachetée par la société d'investissement Eurazeo, qui y injecte 68 millions d'euros et en prend le contrôle. Eurazeo va initier son implantation physique, et ne plus se limiter au modèle de vente par correspondance,.